# Richard G. Davis
Richard G. Davis est un astronome américain.
Le Centre des planètes mineures le crédite de la découverte de quatre astéroïdes numérotés, effectuée entre 1996 et 1998, toutes à partir de l'observatoire de l'Université Denison à Granville dans l'Ohio.
| (8722) Schirra    | 19 août 1996     |
| (25242) 1998 UH15 | 20 octobre 1998  |
| (31059) 1996 TQ5  | 1er octobre 1996 |
| (47070) 1998 XF77 | 15 décembre 1998 |